# Architects Building
El Architects Building es un edificio de oficinas ubicado en 415 Brainard Street en Midtown Detroit, Míchigan. Fue incluido en el Registro Nacional de Lugares Históricos en 1995.

## Historia
El Architects Building es un edificio de siete pisos construido en 1924 por Thomas J. Thompson, un hombre involucrado en el comercio de hoteles y restaurantes. Fue diseñado por Richard H. Marr con la idea de proporcionar un espacio para todos los profesionales y oficios de la arquitectura. Cuando se inauguró, 25 empresas tenían espacio en el edificio, incluidos el propio Marr y su colega Marcus R. Burrowes.
Sin embargo, la Gran Depresión fue dura para el edificio. En 1933, solo tres arquitectos permanecieron, y en 1936 la finca de Thompson (había muerto en 1928) perdió el edificio por ejecución hipotecaria. Después de 1940 tanto Marr como Burrowes se mudaron y así terminó la asociación del edificio con el campo de la arquitectura.
En 1950 pasó a llamarse Edificio de Almacenamiento del Contratista y en 1974 fue comprado por el Ejército de Salvación. En 1985 fue comprado por Cass Corridor Neighborhood Development Corporation.
En 1999, la CCNDC lo renovó y lo convirtió en 27 apartamentos para residentes de bajos ingresos.

## Descripción
Es un edificio comercial de estilo neoclásico de siete pisos, construido con un marco de hormigón armado, revestido con ladrillo pulido y recortado en piedra. Es el más alto en las inmediaciones y, a pesar de los cambios radicales en otras partes del vecindario, el exterior está en buenas condiciones. El vestíbulo del primer piso, el área más importante dentro del edificio, se mantiene inalterado.